# Новосергіївська сільська рада
Новосе́ргіївська сільська́ ра́да — адміністративно-територіальна одиниця та орган місцевого самоврядування в Баштанському районі Миколаївської області. Адміністративний центр — село Новосергіївка.

## Загальні відомості
- Населення ради: 776 осіб (станом на 2001 рік)

## Населені пункти
Сільській раді підпорядковані населені пункти:
- с. Новосергіївка
- с. Горожене
- с. Зелений Гай
- с. Новогорожене
- с. Тарасівка

## Склад ради
Рада складається з 12 депутатів та голови.
- Голова ради: Кожушко Іван Олексійович
- Секретар ради: Шляма Раїса Михайлівна

### Керівний склад попередніх скликань
| Прізвище, ім'я, по батькові | Основні відомості                                                                       | Дата обрання | Дата звільнення |
| --------------------------- | --------------------------------------------------------------------------------------- | ------------ | --------------- |
| Кожушко Іван Олексійович    | Сільський голова, 1952 року народження, освіта вища, член Соціалістичної партії України | 26.03.2006   | 31.10.2010      |
| Кожушко Іван Олексійович    | Сільський голова, 1952 року народження, освіта вища, член Партії регіонів               | 31.10.2010   |                 |

Примітка: таблиця складена за даними сайту Верховної Ради України

### Депутати
За результатами місцевих виборів 2010 року депутатами ради стали:

#### За суб'єктами висування
| Суб'єкт висування | Кількість обраних депутатів | %   |
| ----------------- | --------------------------- | --- |
| Партія регіонів   | 12                          | 100 |

#### За округами
| № округу        | Прізвище, ім'я, по батькові   | Дата визнання обраним | Освіта             | Партійна приналежність | Відомості про обраного депутата                            |
| --------------- | ----------------------------- | --------------------- | ------------------ | ---------------------- | ---------------------------------------------------------- |
| Партія регіонів |                               |                       |                    |                        |                                                            |
| 1               | Чернова Світлана Миколаївна   | 02.11.2010            | вища               | член Партії регіонів   | Новосергіївський дошкільний навчальний заклад, завідувачка |
| 2               | Матвієнко Світлана Миколаївна | 02.11.2010            | середня спеціальна | член Партії регіонів   | Новосергіївський сільський клуб, художній керівник         |
| 3               | Сапіжак Людмила Анатоліївна   | 02.11.2010            | вища               | член Партії регіонів   | Новосергіївська загальноосвітня школа, вчитель             |
| 4               | Донченко Марина Володимирівна | 02.11.2010            | середня спеціальна | член Партії регіонів   | Новосергіївська загальноосвітня школа, вчитель             |
| 5               | Чирка Валентина Василівна     | 02.11.2010            | середня спеціальна | член Партії регіонів   | Новосергіївська сільська бібліотека, завідувачка           |
| 6               | Захарова Ніна Іванівна        | 02.11.2010            | середня спеціальна | член Партії регіонів   | пенсіонер                                                  |
| 7               | Рура Алла Олександрівна       | 02.11.2010            | середня            | член Партії регіонів   | Новосергіївська загальноосвітня школа, технічний працівник |
| 8               | Іванова Ольга Володимирівна   | 02.11.2010            | середня спеціальна | член Партії регіонів   | Новосергіївська загальноосвітня школа, вчитель             |
| 9               | Щербак Інна Іванівна          | 02.11.2010            | середня спеціальна | член Партії регіонів   | Новосергіївське відділення зв'язку, листоноша              |
| 10              | Копил Роман Анатолійович      | 02.11.2010            | середня            | член Партії регіонів   | Новосергіївська загальноосвітня школа, вчитель             |
| 11              | Шелаєва Валентина Іванівна    | 02.11.2010            | середня спеціальна | член Партії регіонів   | тимчасово не працює                                        |
| 12              | Шляма Раїса Михайлівна        | 02.11.2010            | середня спеціальна | член Партії регіонів   | Новосергіївська сільська рада, секретар сільської ради     |

## Населення
Згідно з переписом УРСР 1989 року чисельність наявного населення сільської ради становила 845 осіб, з яких 375 чоловіків та 470 жінок.
За переписом населення України 2001 року в сільській раді мешкало 778 осіб.

### Мова
Розподіл населення за рідною мовою за даними перепису 2001 року:
| Мова       | Відсоток |
| ---------- | -------- |
| українська | 90,85 %  |
| російська  | 5,03 %   |
| молдовська | 1,55 %   |
| білоруська | 0,64 %   |
| болгарська | 0,26 %   |
| вірменська | 0,26 %   |
| інші       | 1,41 %   |